# Wewak
Wewak is een stad in Papoea-Nieuw-Guinea en is de hoofdplaats van de provincie East Sepik.
Wewak telde in 2000 bij de volkstelling 19.724 inwoners.